# Elwood (Kansas)
Pour les articles homonymes, voir Elwood.
Elwood est une municipalité américaine située dans le comté de Doniphan au Kansas.

## Géographie
La municipalité s'étend sur 3,20 milles carrés (8,29 km2). Elle 
se trouve dans le nord-est du Kansas, à la frontière avec le Missouri.
Elwood fait face à la ville de Saint Joseph, de l'autre côté de la rivière Missouri,. Les crues du Missouri peuvent causer d'importantes destructions à Elwood, comme en 1952, 1993, 2011 et 2019,.

## Histoire et patrimoine
Elwood est fondée en 1856 sous le nom de Roseport, sur la tracé du St. Joseph and Western Railroad. Elle change de nom l'année suivante, en l'honneur de l'un de ses premiers habitants John B. Elwood. Le bureau de poste d'Elwood ouvre la même année. Quelques années plus tard, elle devient le premier arrêt du Pony Express, reliant le Missouri à la Californie.
L'école Lincoln d'Elwood est inscrite au registre national des lieux historiques depuis 2014. Elle est construite en 1935, en brique et béton sur un étage, et a survécu à toutes les inondations du XXe siècle. Elle accueille les élèves afro-américains de la ville jusqu'à la décision Brown v. Board of Education et la fin de la ségrégation.

## Démographie
Lors du recensement de 2010, la population d'Elwood est de 1 224 habitants.